# Пупетта Мареска
Ассунта Пупетта Мареска (італ. Assunta «Pupetta» Maresca, нар. 19 січня 1935, Кастелламмаре-ді-Стабія — пом. 29 грудня 2021, Кастелламмаре-ді-Стабія) — італійська злочинниця, членкиня Каморри. Вона потрапила в заголовки міжнародних газет у середині 1950-х років, коли з помсти вбила вбивцю свого чоловіка.

## Раннє життя
Ассунта Мареска народилася в Кастелламмаре-ді-Стабія, містечку на південь від Неаполя в Кампанії. Вона була єдиною дочкою в сім'ї, мала чотирьох братів. Її батько Альберто Мареска був відомим контрабандистом, дядько Вінченцо Мареска, засуджений до семи років ув'язнення за вбивство свого брата Джерардо, був відомим каморриста, який контролював їхнє рідне місто. Сім'я Мареска була відома як «Ножі-блискавки» (італ. Lampetielli) за їхнє вміле використання складаних ножів і заробляла гроші на контрабандних сигаретах. У дитинстві Ассунта отримала прізвисько Пупетта («маленька лялечка») завдяки своїй красі та розпещеності.
У 19 років вона виграла місцевий конкурс краси і стала міс Ровельяно, приміського села Неаполя.
До Марески залицявся багатий і впливовий місцевий гуаппо, або бос Каморри, з Пальма-Кампанії. Іншим залицяльником був Паскуале Сімонетті, відомий як Паскуале 'е Нола, який працював на фруктово-овочевому ринку в Неаполі та торгував контрабандними товарами. 27 квітня 1955 року вони одружилися.

## Вбивство з помсти

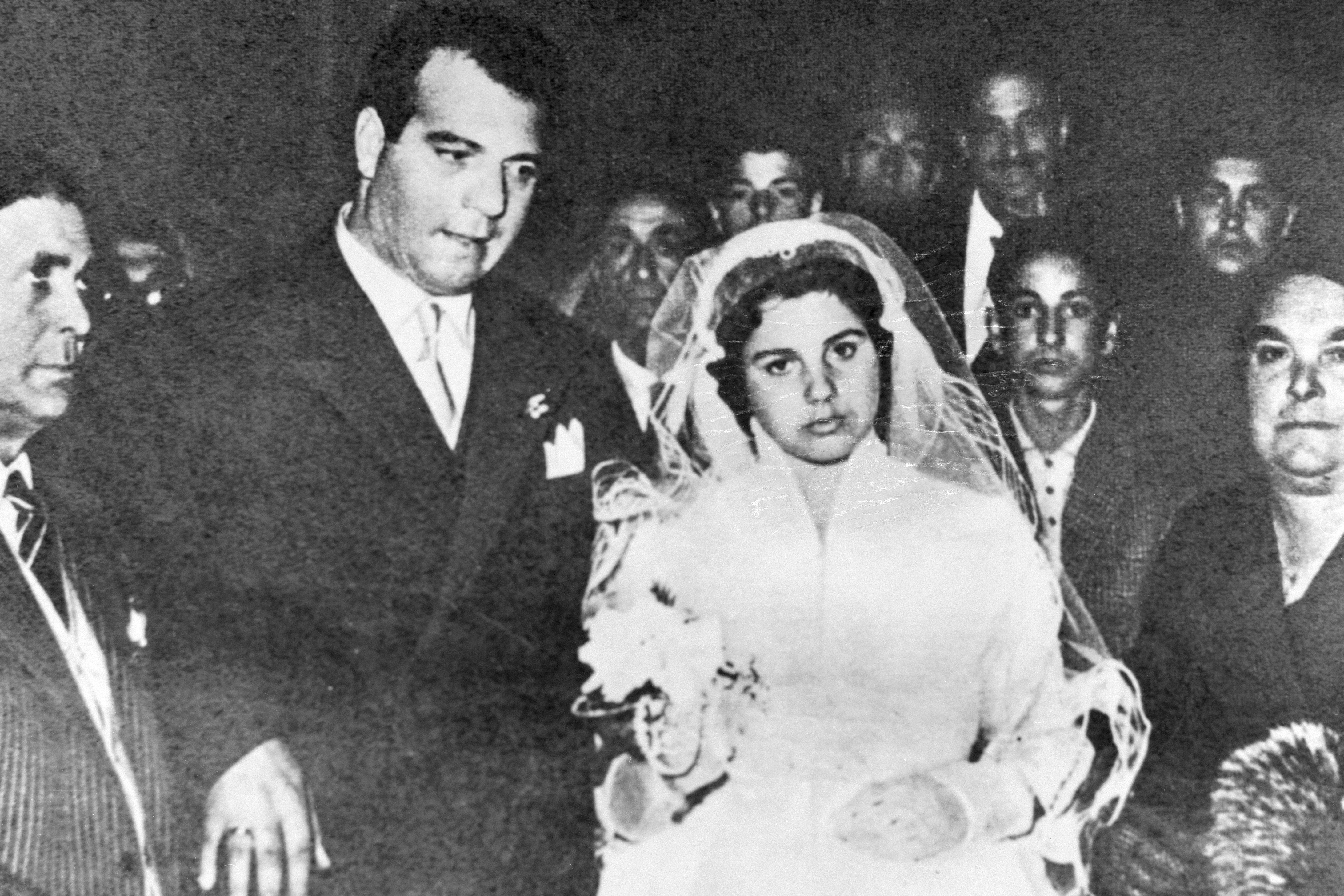
Весільне фото Пупетти Марески і Паскуале Сімонетті (1955)

Стиль і влада Симонетті турбували інших каморрісті. 16 липня 1955 року в Неаполі його застрелив на центральній площі Неаполя Гаетано Орландо, вбивця, якого замовив конкурент Каморріста Антоніо Еспозіто. Мареска на момент убивства чоловіка була на шостому місяці вагітності. Вона вважала, що поліція знала, хто був злочинцем, але не була готова нічого з цим робити. 4 серпня 1955 року вона поїхала до Неаполя зі своїм молодшим братом Чіро. Коли вони зустріли Еспозіто, вона полізла в сумочку й витягла Smith & Wesson .38. Тримаючи його обома руками («Я боялася, що промахнусь», — пояснила вона пізніше), вона відкрила вогонь, випустивши, за різними даними, від 6 до 29 куль і вбивши Еспозіто серед білого дня.
14 жовтня 1955 року Мареску заарештували. Суд над нею розпочався у квітні 1959 року у Неаполі. Вбивство та подальший суд потрапили в міжнародні газети. На суді вона зухвало заявила: «Я б зробила це ще раз!» і вся зала суду вибухнула радісними вигуками.
Одна газета назвала її «Дівою злочину». Суд у Неаполі вперше дозволив використовувати мікрофони, щоб натовп міг чути процес. Посипалися пропозиції одруження, і один музикант склав пісню на честь Пупетти під назвою «La legge d'onore» (Закон честі). Тим не менш, її засудили до 18 років позбавлення волі, пізніше апеляційний суд скоротив його до 13 років і 4 місяців.

## Мадам Каморра
Мареска народила свого первістка, Паскуале, у в'язниці. У 1965 році її помилували, але «мадам Каморра», як її охрестили, продовжувала брати участь у злочинній діяльності. Вона стала коханою ще одного боса Каморри, наркобарона Умберто Амматуро, і народила двійню. Вона підтримувала його злочинний бізнес. У 1974 році син Пупетти Паскуале був викрадений і вбитий у віці 18 років. Його смерть залишилася нерозкритою, але Мареска вважала, що відповідальний за це її чоловік Амматуро; він заперечував, що знає щось про смерть Паскуале. Паскуале не прийняв стосунків своєї матері з Амматуро, внаслідок чого останній кілька разів погрожував прийомному сину. Підозрюваного у вбивстві Амматуро пізніше виправдали за браком доказів.
Мареска розлучилася з Амматуро в 1982 році та продовжила свою участь у Каморрі. У лютому 1982 року, під час війни між Nuova Camorra Organizzata (NCO) і Nuova Famiglia (NF), вона провела прес-конференцію, щоб захистити своїх людей, публічно кинувши виклик начальнику сержантської організації Раффаеле Кутоло. Кутоло ввів «податок» на кожну коробку контрабандних сигарет, проти чого, власне, виступала Ассунта. У 1978 році застрелили улюбленого брата Марески Чіро. Він вижив, але йому знову погрожували у в'язниці люди Кутоло.
Пізніше в 1982 році Пупетту та Амматуро заарештували та звинуватили у вимаганні, а також у вбивстві криміналіста Альдо Семерарі. Вона заперечувала причетність до цих злочинів до кінця свого життя. Навпаки, Амматуро, який спочатку був виправданий, пізніше зізнався у вбивстві після того, як став пентіто в червні 1993 року. Мареска відбула чотири роки у в'язниці, після чого перебралася до Сорренто, де проживала у самотності.

## Пізніше життя і смерть
Мареска померла 29 грудня 2021 року у своїй резиденції в Кастелламмаре-ді-Стабія, менш ніж за місяць до свого 87-го дня народження.

## У масовій культурі
Про життя Марески було знято кілька фільмів, зокрема:
- Виклик (1958) — фільм режисера Франческо Розі. Сюжет заснований на історії Паскалоне та Пупетти Марески, з Розанною Ск'яффіно в ролі Марески[14].
- Справа Пупетти Марески (1982) — у фільмі роль Пупетти зіграла Алессандра Муссоліні, онука фашистського лідера Беніто Муссоліні. Сама Мареска не погоджувалася з фільмом, стверджуючи, що те, як її зобразили у ньому, було «образою її честі»[8], і змогла запобігти його трансляції на телебаченні. Лише через 12 років після його зйомок, у 1994 році, фільм було вперше показано на італійському телеканалі Rai 3[15].